# اللجنة الكويتية المشتركة للإغاثة
اللجنة الكويتية المشتركة للإغاثة هي هيئة تنسيقية خيرية تأسست في دولة الكويت عام 1987، هدفت إلى توحيد جهود المؤسسات الخيرية الكويتية في مجال الإغاثة الدولية والاستجابة للكوارث. وقد نجحت اللجنة قبل إشهارها رسميًا في تحقيق نسبة تنسيق تُقدر بنحو 80٪ بين مختلف الجمعيات والمؤسسات المعنية.

## الأهداف والأنشطة
تعمل اللجنة على تنسيق تقديم المساعدات الإنسانية، التي تشمل توزيع المواد الغذائية والخيام والأدوية، وبناء الإسكان وترميم المساكن، بالتعاون مع السفارات الكويتية والمؤسسات الدولية. كما قامت اللجنة، بالتعاون مع الهيئة الخيرية الإسلامية العالمية، بتوزيع 3,375 طردًا غذائيًا للأرامل والأسر المحتاجة في الأردن.

## النشاطات الدولية
- في لبنان أشرفت بعثة اللجنة على المرحلة الثانية من توزيع المساعدات الإغاثية.[4]
- في القرن الإفريقي: واصلت توزيع المواد الغذائية العاجلة ضمن دفعات متعددة.[5]
- في بنغلاديش: دشنت اللجنة مكتبًا لها عام 1992، ونجحت في تنفيذ مشاريع إنسانية وتنموية متعددة، مثل بناء المساجد والمدارس، وإغاثة الأيتام، وحفر الآبار.[6]

## الشراكات
تضم اللجنة ضمن عضويتها العديد من الجهات الكويتية الرائدة في العمل الخيري، مثل:
- الهيئة الخيرية الإسلامية العالمية،
- جمعية إحياء التراث الإسلامي،
- جمعية الإصلاح الاجتماعي،
- جمعية النجاة الخيرية،
- جمعية الشيخ عبد الله النوري،
- بيت الزكاة الكويتي،
- وزارة الأوقاف والشؤون الإسلامية،
- الأمانة العامة للأوقاف،
- صندوق إعانة المرضى.[7]